# イェナーキイェヴェ市電
イェナーキイェヴェ市電（ウクライナ語: Єнакієвський трамвай、ロシア語: Енакиевский трамвай）は、ウクライナの都市であるイェナーキイェヴェ市内に存在する路面電車。同都市が2014年にドネツク人民共和国の実効支配下に置かれて以降も運行が続いており、2020年現在はイェナーキイェヴェ路面電車・トロリーバス管理会社（Єнакієвське трамвайно-тролейбусне управління）によって運営されている。

## 歴史
イェナーキイェヴェは、ウクライナの東部・ドネツィク州に属する都市である。この都市に路面電車が開通したのはソビエト連邦（ソ連）時代の1932年5月24日で、翌1933年には新たな系統が営業運転を開始した。第二次世界大戦（大祖国戦争）時にはナチス・ドイツとの戦いによってイェナーイキェヴェ市内は甚大な被害を受け、路面電車網も運休を余儀なくされたが、1944年以降は復興が進み1948年までに全線が復旧した。
戦後は路線の拡張が続き、1965年までに延伸や路線の複線化、車庫の増設などが行われ、ソ連末期の1992年には最大4系統が運行する路線網が築かれた。ソビエト連邦の崩壊後は利用客の減少から2号線の廃止が行われたが、それ以降も路面電車はイェナーキイェヴェにおける重要な公共交通機関として多くの利用客を抱え、ウクライナの中で利便性の向上や路線の整備が進んでいる路面電車となった。車両についても2012年にロシア連邦製の部分超低床電車である71-623が導入され、バリアフリーへの対応がなされた。
だが、2014年にイェナーキヴィヴェがドネツク人民共和国の実効支配下に置かれて以降、市電の運営状況は悪化している。路面電車の運行自体は継続しているものの、紛争勃発以前と比べて列車本数は減少し運転間隔も大幅に拡大している他、2015年には長期にわたる賃金未払いに対する従業員のストライキが勃発している。更に路線や車両自体の整備も満足に行われていない状況が続いており、2018年から2019年の冬季には十分な除雪が行われず長期運休を余儀なくされる事態が起きている。

## 運行
1990年代の2号線の廃止以降、2020年現在までイェナーキイェヴェ市電では以下の3系統が運行されている。
| 系統番号 | 起点          | 終点                    | 備考・参考 |
| -------- | ------------- | ----------------------- | ---------- |
| 1        | 101-й квартал | Красный Городок         |            |
| 3        | 101-й квартал | Шахта "Красный Октябрь" |            |
| 4        | Центр         | Улица Брайляна          |            |

系統図
系統図
1号線
3号線
4号線

## 車両
2013年時点でイェナーキイェヴェ市電に在籍していた車両は、ソ連時代に製造されたKTM-5M3と2012年に導入された部分超低床電車の71-623-02であった。そのうち前者は同年時点で機器の更新が進んでおり、後者については赤色を基調とした塗装から「ニンジン（морковками）」と呼ばれていた。ドネツク人民共和国による実効支配以降も両形式とも在籍しているが、営業運転に投入されている車両の数は大幅に減少しており、KTM-5M3については廃車が進んでいる。その後、2022年にはロシア連邦のサンクトペテルブルク（サンクトペテルブルク市電）で使用されていた71-623の譲渡が行われている。
これら以外に、1994年にはウクライナの国内企業であるルハンシクテプロヴォーズ製のLT-10が導入されたが、構造上の欠陥から僅か3年後の1997年に運用を離脱し、長期に渡って留置された後2007年に全車解体された。